# F4U Corsair
De Vought F4U Corsair is een Amerikaans jachtvliegtuig uit de Tweede Wereldoorlog.
De Corsair is vooral bekend om zijn karakteristieke "inverted-gull" vleugel. Deze was ontworpen om het landingsgestel zo klein mogelijk te houden. De F4U was eigenlijk bedoeld om ingezet te worden vanaf een vliegdekschip, maar is vooral in de Grote Oceaan ingezet als grondjager en als jachtvliegtuig tegen de Japanners.
De Vought F4U-serie jachtvliegtuigen, Corsair genoemd, was een van de 'groten' in de luchtgevechten van de Tweede Wereldoorlog. De machine was snel, stevig en had met zes mitrailleurs grote vuurkracht. Ook kon het vliegtuig met bommen uitgerust worden. Vanwege de hoge landingssnelheid werd de Corsair geweigerd door de Amerikaanse marine, maar na het succes van het vliegtuig bij de Britse marine werd het vliegtuig toch in gebruik genomen door de Amerikaanse marine.
Het eerste type vloog in mei 1940 en de Corsair werd sinds 1943 in de oorlog gebruikt. De Corsair was vooral bewapend met geïntegreerde machinegeweren en ofwel bommen ofwel raketten.
Ook na de Tweede Wereldoorlog werd de Corsair geproduceerd, maar de varianten gebruikt in de Tweede Wereldoorlog zijn het meest geproduceerd; er zijn 4399 F4U-1's geproduceerd in vijf varianten. Ook van de F4U-4 bestaan vijf varianten. Er zijn eveneens F4U's in andere fabrieken geproduceerd: 4006 bij Goodyear gebouwde FG-1's in drie varianten en 735 bij Brewster gebouwde F3A-1's, ook in drie varianten.

## Meer afbeeldingen

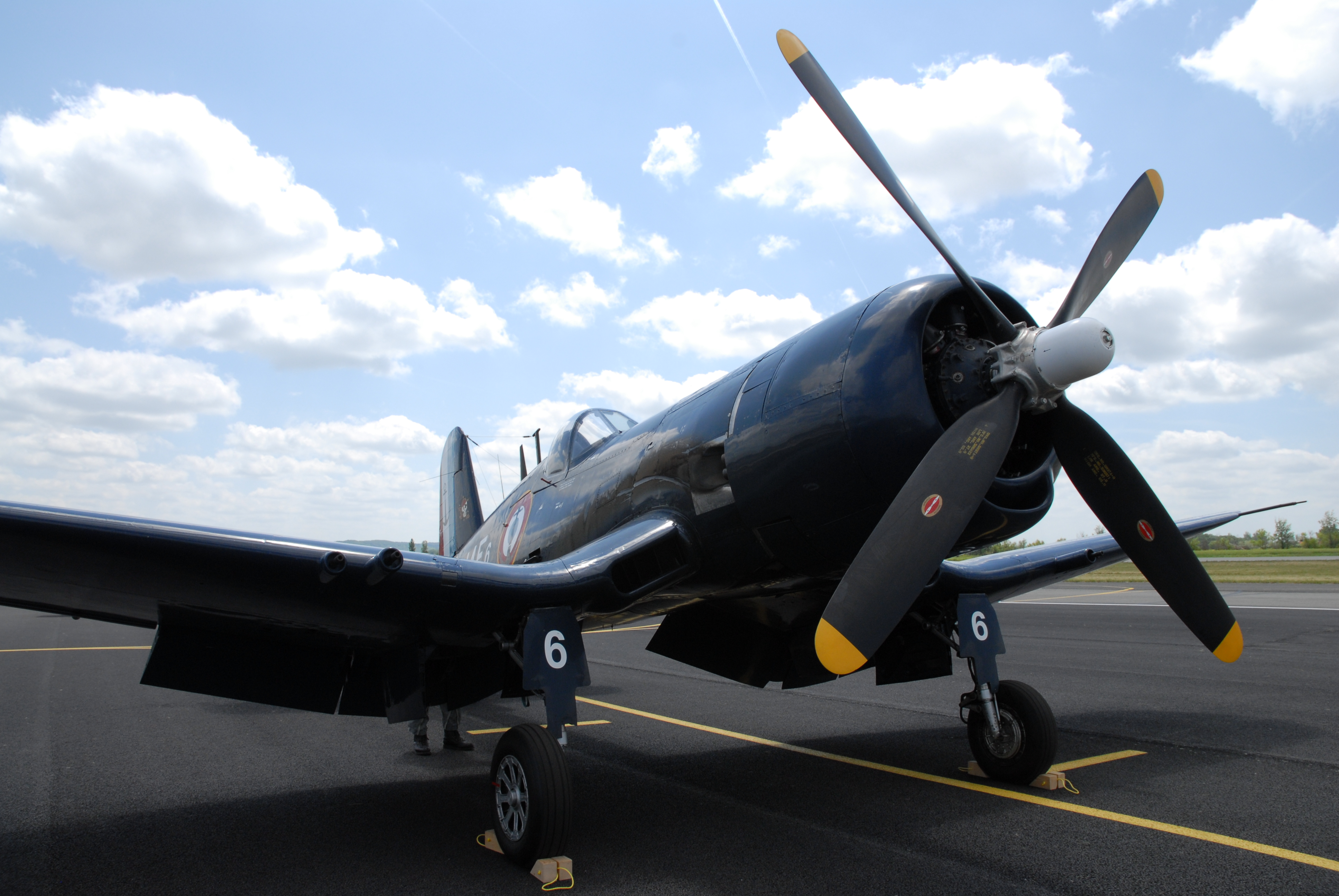
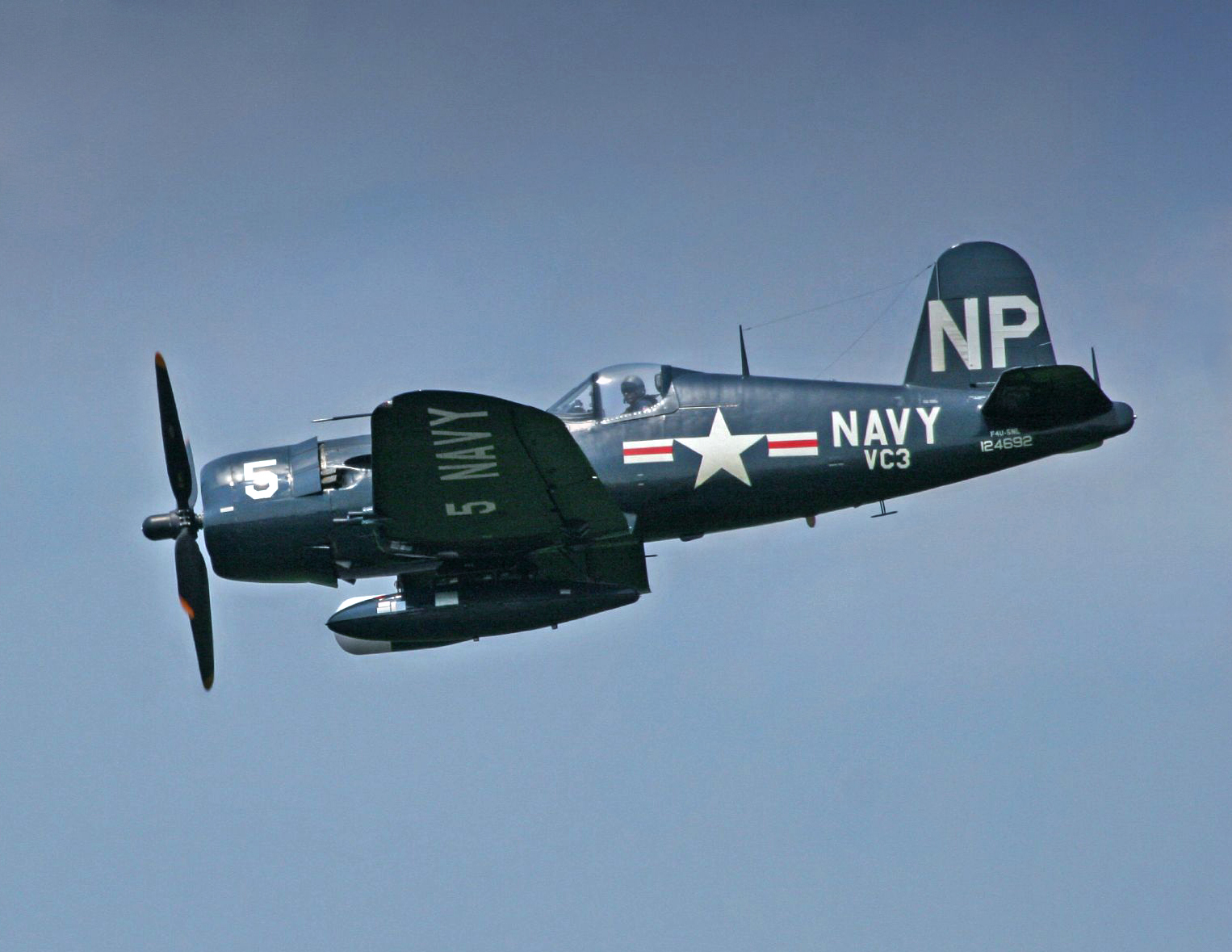
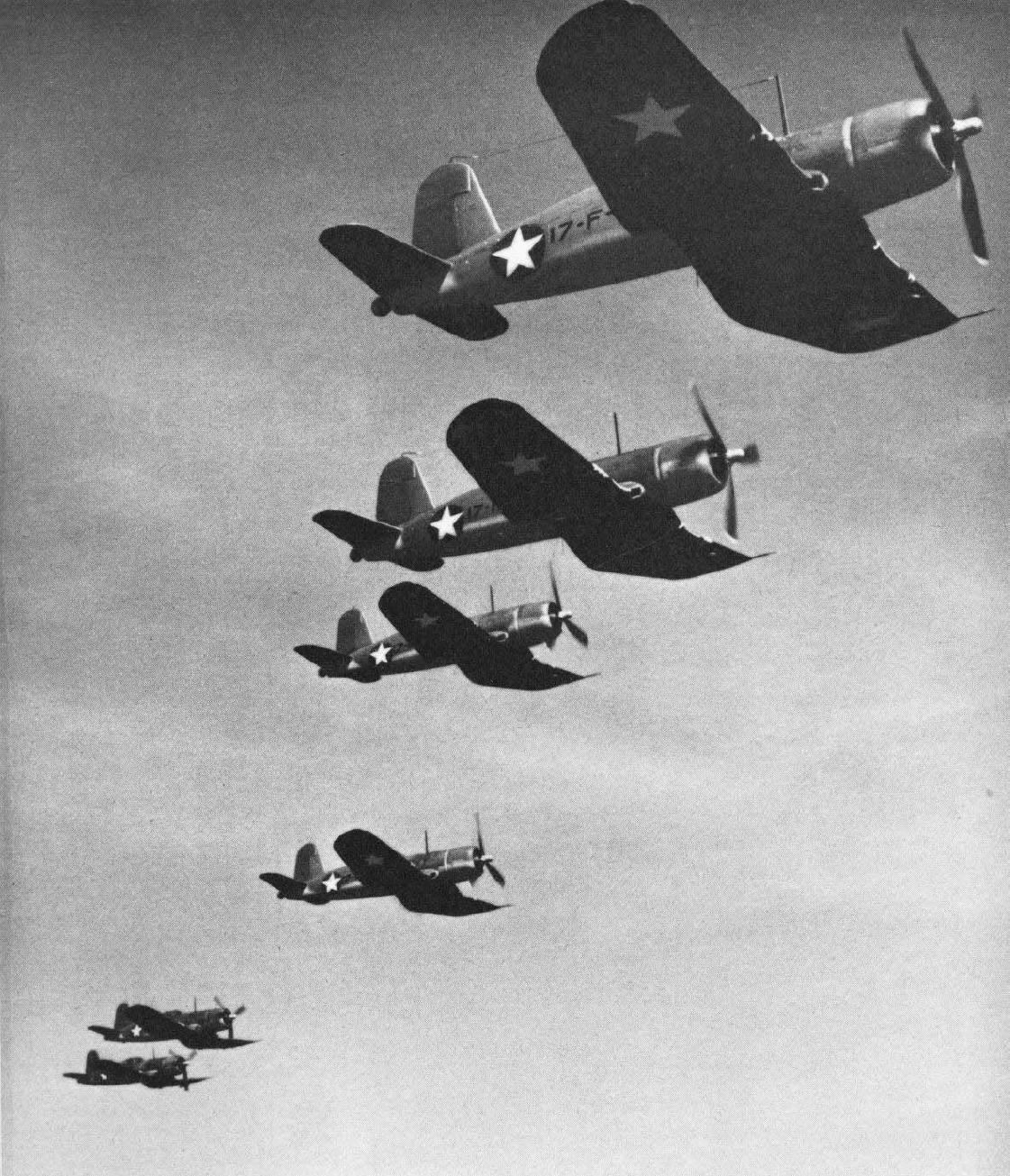
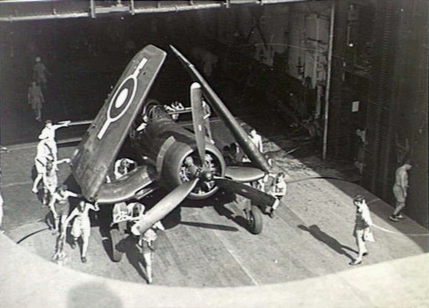
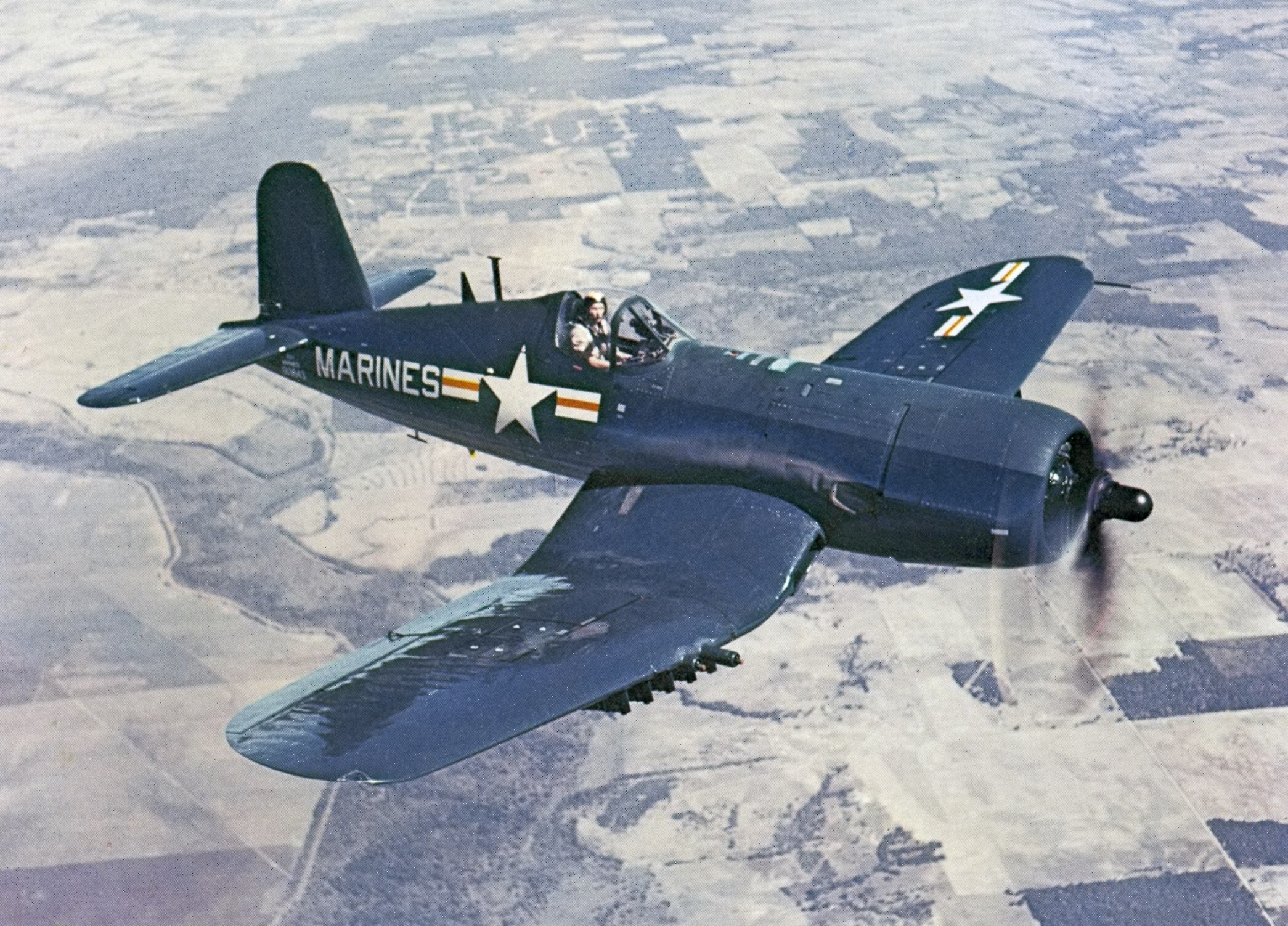

## Landen in dienst
- Argentinië
- El Salvador
- Frankrijk
- Honduras
- Nieuw-Zeeland
- Verenigd Koninkrijk
- Verenigde Staten